# Blanco (Texas)
Blanco è un centro abitato degli Stati Uniti d'America, situato nella contea di Blanco dello Stato del Texas.